# جیسون دراک براون
جیسون دراک براون (به انگلیسی: Jason Derek Brown) (زاده ۱ ژوئیه ۱۹۶۹ لس آنجلس، کالیفرنیا) یک فراری آمریکایی است که به دلیل قتل درجه یک و سرقت مسلحانه در فینیکس، آریزونا تحت تعقیب است. در ۲۹ نوامبر ۲۰۰۴، براون ظاهراً به یک نگهبان خودروی زرهی در خارج از سالن سینما شلیک کرد و آن را کشت و سپس با پول فرار کرد. در ۸ دسامبر ۲۰۰۷، او توسط اداره تحقیقات فدرال به عنوان ۴۸۹ امین فراری در لیست ده فراری تحت تعقیب اف‌بی‌آی قرار گرفت. او را مسلح و به شدت خطرناک می‌دانند. در ۷ سپتامبر ۲۰۲۲، او بدون دستگیری از فهرست ده مورد تحت تعقیب حذف شد، اما همچنان تحت تعقیب است. او در این لیست توسط مایکل جیمز پرت جایگزین شد.